# 我孫子市立布佐小学校

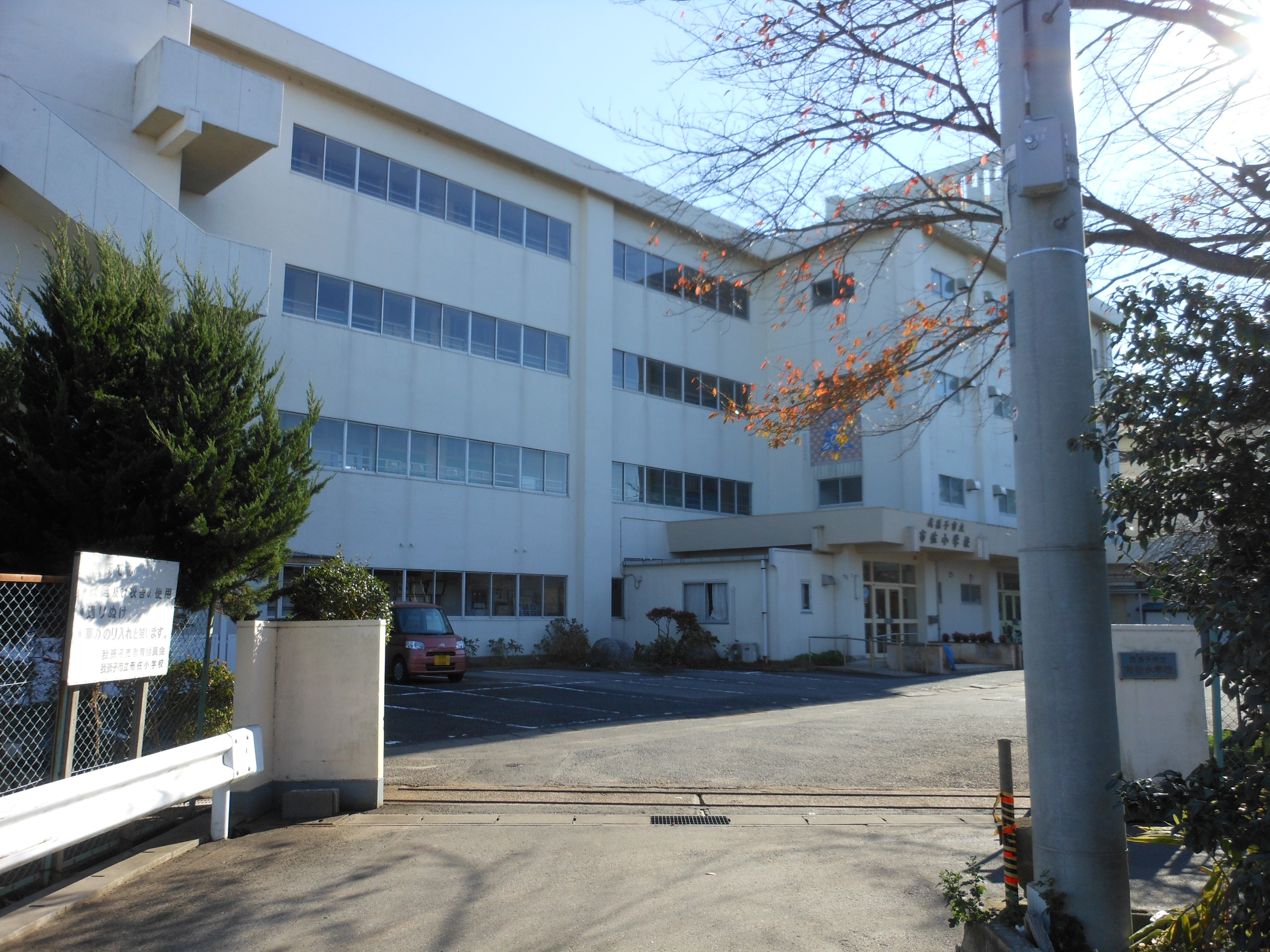
校門

我孫子市立布佐小学校（あびこしりつ ふさしょうがっこう）は、千葉県我孫子市布佐にある公立小学校。通称は「布佐小」（ふさしょう）。我孫子市で最初に設立された小学校で、2018年（平成30年）1月18日に創立145周年を迎えた。

## 所在地
国道356号線とJR成田線の間にある宮作台（みやさくだい）と呼ばれる高台に位置し、我孫子市立布佐中学校、宮ノ森公園、竹内神社と隣接している。最寄駅である布佐駅からは徒歩15分程度である。

## 教育目標
- 「心豊かにたくましく生きる児童の育成」

1. 気力たくましく元気な子
2. よく考え、自ら学ぶ子
3. 明るく思いやりのある子

## 部活動
児童は4年生になると部活動に所属することができる。
運動部
- 陸上部 - 朝を中心に校庭で練習を行う。

文化部
- 吹奏楽部ｰ主に体育館で練習を行う。

陸上部は湖北台東小学校でおこなわれる市内陸上競技会･手賀沼新春マラソンなどに、
吹奏楽部は、我孫子市 市内小中学校音楽発表会･布佐新緑まつりなどに参加する。

## 主な進学先
- 我孫子市立布佐中学校

## 学校周辺
- 我孫子市立布佐中学校
- 宮ノ森公園
- 竹内神社
- 利根川
- 国道356号線